# Dag Fornæss
Dag Fornæss (ur. 30 czerwca 1948 w Hamar) – norweski łyżwiarz szybki, mistrz świata i trzykrotny medalista mistrzostw Europy.

## Kariera
Pierwszy sukces w karierze Dag Fornæss osiągnął w 1969 roku, kiedy wywalczył złoty medal podczas wielobojowych mistrzostw świata w Deventer. Wyprzedził tam bezpośrednio Görana Claesona ze Szwecji oraz Keesa Verkerka z Holandii. Fornæss nie wygrał żadnego biegu, zajmując drugie miejsce w biegach na 500 i 10 000 m, trzecie na 1500 m oraz ósme na 5000 m. W tym samym roku najlepszy był również na mistrzostwach Europy w Inzell, wyprzedzając Verkerka i Claesona. Verkerk wygrał biegi na 1500 i 10 000 m, a Norweg nie zwyciężył ani razu, jednak prezentował równiejszą formę. Był tam drugi 500 i 10 000 m, trzeci na 5000 m oraz czwarty na 1500 m. Na rozgrywanych rok później mistrzostwach Europy w Innsbrucku zajął drugie miejsce, rozdzielając na podium Holendra Arda Schenka i Görana Claesona. Fornæss wygrał tam bieg na 10 000 m, był drugi na 500 m i trzeci na 1500 m, a bieg na 5000 m zakończył na dziesiątej pozycji. W 1971 roku wygrał bieg na 500 m i był trzeci na 1500 m podczas mistrzostw świata w Göteborgu, jednak ostatecznie zajął czwarte miejsce. W walce o medal lepszy okazał się Kees Verkerk. Ostatni medal wywalczył na mistrzostwach Europy w Heerenveen w 1971 roku, gdzie ponownie był najlepszy. Fornæss wygrał biegi na 5000 i 1500 m, na 10 000 m był czwarty, a w bieg na 500 m ukończył siódmym miejscu. W 1972 roku wziął udział igrzyskach olimpijskich w Sapporo, gdzie zajął trzynaste miejsce w biegach na 1500 m i 10 000 m.
Czterokrotnie zdobywał medale mistrzostw Norwegii w wieloboju, w tym złote w latach 1969–1971 i srebrny w 1972 roku. Ponadto w 1970 roku był wicemistrzem kraju w sprincie.
W 1969 roku w Cortina d’Ampezzo ustanowił rekord świata w biegu na 3000 m. W tym samym roku otrzymał Nagrodę Oscara Mathisena.
Uprawiał także piłkę nożną, był między innymi zawodnikiem klubu Skeid Fotball.
Jego dziadek Engebret Skogen reprezentował Norwegię w strzelectwie.